# Humani generis unitas
Humani generis unitas (pl. O jedności rasy ludzkiej) – szkic encykliki zaplanowany do wydania przez papieża Piusa XI przed śmiercią 10 lutego 1939 r. Projekt tekstu potępiał antysemityzm, rasizm i prześladowania Żydów. Ponieważ tekst nigdy nie został wydany jako encyklika, czasami nazywany jest "ukrytą encykliką" lub "zaginioną encykliką". Humani generis unitas została napisana przez trzech jezuitów pod przewodnictwem Johna LaFarge'a. Projekt tekstu pozostawał nieznany do momentu opublikowania we Francji w 1995 r. oraz w 1997 r. w języku angielskim. W języku polskim dopiero niedawno ukazały się na ten temat pierwsze publikacje (np. Petera Eisnera "Krucjata Piusa XI przeciw Hitlerowi").

## Historia
W czerwcu 1938 r. Pius XI zlecił amerykańskiemu jezuicie Johnowi LaFarge przygotowanie szkicu Humani generis unitas. Genarał zakonu jezuitów Włodzimierz Ledóchowski wyznaczył dwóch innych zakonników, Gustawa Gundlacha i Gustave'a Desbuquois, do pomocy LaFarge'owi. Pracując w Paryżu, stworzyli wersję roboczą na około 100 stron. Inny jezuita przetłumaczył projekt na łacinę i przedstawił Ledóchowskiemu. Projekt trafił do Watykanu we wrześniu 1938 roku. Encyklika miała zostać ogłoszona 11 lutego 1939 r. – w okrągłą, 10. rocznicę podpisania Traktatów laterańskich. Dzień wcześniej papież zmarł na zawał. Czy data jego śmierci była przypadkowa? W latach 70. XX wieku pojawiły się pogłoski, że papież został otruty na zlecenie dyktatora Mussoliniego, który chciał zapobiec jego wystąpieniu. Spekulację podsyca kuriozalna okoliczność: w noc poprzedzającą śmierć Ojca Świętego czuwał nad nim lekarz Francesco Petacci, ojciec kochanki Mussoliniego.
Niektóre źródła wtórne, w tym kardynał Tisserant, twierdzą, że projekt znajdował się na biurku Piusa XI, gdy ten zmarł na zawał serca 10 lutego 1939 r.
Następca Piusa XI, papież Pius XII, nie ogłosił projektu jako encykliki. Krytycy Piusa XII (zwłaszcza John Cornwell w swej kontrowersyjnej pracy Papież Hitlera) przytaczali tę decyzję jako dowód jego rzekomego milczenia wobec antysemityzmu i Holokaustu. Pius XII wykorzystał część szkicu w swojej własnej inauguracyjnej encyklice Summi Pontificatus o jedności społeczeństwa ludzkiego, w październiku 1939 r., miesiąc po wybuchu II wojny światowej.
W czerwcu 2006 r. papież Benedykt XVI nakazał otwarcie wszystkich dokumentów z okresu panowania Piusa XI w Tajnych Archiwach Watykanu, 18 września 2006 r. udostępniono badaczom ponad 30 000 teczek dokumentów z tego okresu.

## Treść
Pierwszych 70 akapitów, prawdopodobnie autorstwa Gundlacha, to krytyka teologicznego modernizmu, niekonwencjonalnej ponownej interpretacji Pisma Świętego, nacjonalizmu i rasizmu; pozostałe 108, prawdopodobnie autorstwa wszystkich trzech jezuitów, zawierało analizę znaczenia i przesłania pierwszej części tekstu w kontekście społecznej roli katolickich instytucji edukacyjnych w odniesieniu do antysemityzmu.
Chociaż projekt wyraźnie potępił rasizm i antysemityzm, dokument jest głęboko zakorzeniony w antyjudaizmie. Projekt krytykuje większość postmesjanistycznych Żydów za to, że nie uznają Jezusa Chrystusa za prawdziwego żydowskiego Mesjasza.

## Rasizm
Humani generis unitas wyraźnie potępia amerykańską segregację rasową i rasizm oraz nazistowski niemiecki antysemityzm, choć bez wyraźnego wymieniania tych krajów. Rasizm to zaprzeczenie jedności społeczeństwa ludzkiego, zaprzeczenie ludzkiej osobowości i zaprzeczenie prawdziwym wartościom religii. Nie ma związku między rasą a religią, ponieważ rasizm jest destrukcyjny dla każdego społeczeństwa. Rasizm jest destrukcyjny nie tylko dla stosunków społecznych w społeczeństwie, ale także dla stosunków międzynarodowych i stosunków między różnymi rasami.

## Kontekst antyjudaistyczny
Szkic potępia prześladowania Żydów. "Te prześladowania były niejednokrotnie krytykowane przez Stolicę Apostolską, szczególnie jeśli odbywają się pod pozorem Chrześcijaństwa". Ale tekst zawiera wątek antyjudaistyczny. "Ta niesprawiedliwa i bezlitosna kampania przeciwko Żydom miała przynajmniej tę zaletę", wspomina szkic, "iż dowodzi, że prawdziwa natura, autentyczna podstawa społecznego oddzielenia Żydów od reszty ludzkości… ma charakter religijny. … Zasadniczo tak zwana kwestia żydowska… jest kwestią religii, a od czasu przyjścia Chrystusa kwestią Chrześcijaństwa". Encyklika obwinia Żydów z czasów Chrystusa o skazanie na śmierć własnego Mesjasza Jezusa Chrystusa: "Sam akt, przez który naród żydowski uśmiercił swego Zbawiciela i Króla, był, mówiąc mocnym językiem św. Pawła, zbawieniem świata". Dalej szkic oskarża Żydów o ślepy materializm.
- Zaślepieni wizją materialnej dominacji i korzyści Izraelici stracili to, czego sami szukali. Kilka wybranych dusz, wśród których byli uczniowie i naśladowcy naszego Pana, pierwsi żydowscy chrześcijanie, a na przestrzeni wieków kilku członków narodu żydowskiego, stanowiło wyjątek od tej ogólnej zasady. Przyjmując naukę Chrystusa i włączając go do Jego Kościoła, dzielili dziedzictwo Jego chwały, ale pozostali i nadal pozostają wyjątkiem. "Czego Izrael szukał, tego nie uzyskał, ale wybrani to osiągnęli, a reszta została zaślepiona" (Rzymian 11: 7).
- Dzięki tajemniczej Opatrzności Bożej ci nieszczęśliwi ludzie, niszczyciele własnego narodu, którego błędni przywódcy wezwali na swoje głowy Boskie przekleństwo, skazani zostali jakby na wieczne wędrowanie po świecie, nigdy jednak nie mieli zniknąć, ale zostać zachowani przez wieki do naszych czasów. Wydaje się, że nie ma naturalnego powodu, który wyjaśniałby tę odwieczną wytrwałość, tę niezniszczalną spójność narodu żydowskiego.

## Działania papieża Piusa XII
Według autorów Pius XII przed śmiercią swojego poprzednika nie znał szkicu encykliki. Ostatecznie postanowił go nie publikować. Jednak jego pierwsza encyklika Summi Pontificatus, wydana po wybuchu II wojny światowej, zawiera w tytule echo nie wydanego dzieła poprzednika: O jedności społeczeństwa ludzkiego i używa wielu argumentów tekstu, pomijając większość negatywnej charakterystyki narodu żydowskiego i religii rabinicznej.
Summi Pontificatus postrzega Chrześcijaństwo jako uniwersalne i przeciwstawne każdej formie rasowej wrogości i każdemu roszczeniu do rasowej wyższości. Nie ma prawdziwych różnic rasowych: rasa ludzka tworzy jedność, ponieważ "jeden Stwórca [Bóg] sprawił, by wszystkie narody zamieszkiwały całą ziemię”.
- Cóż za wspaniała wizja, która każe nam kontemplować rodzaj ludzki w jedności jego pochodzenia w Bogu… w jedności jego natury, złożonej jednakowo we wszystkich ludziach ciała materialnego i duszy duchowej; w jedności jej bezpośredniego końca i misji w świecie; w jedności swego mieszkania na ziemi, z której dobrodziejstw wszyscy ludzie, zgodnie z prawem natury, mogą korzystać, aby podtrzymywać i rozwijać życie; w jedności swego nadprzyrodzonego celu: samego Boga, do którego wszyscy powinni dążyć; w jedności środków do osiągnięcia tego celu ... w jedności odkupienia dokonanego przez Chrystusa dla wszystkich.

To boskie prawo solidarności i miłości zapewnia, że wszyscy ludzie są naprawdę braćmi, nie wykluczając wielkiej różnorodności osób, kultur i społeczeństw.